# Cyprian Kamil Norwid

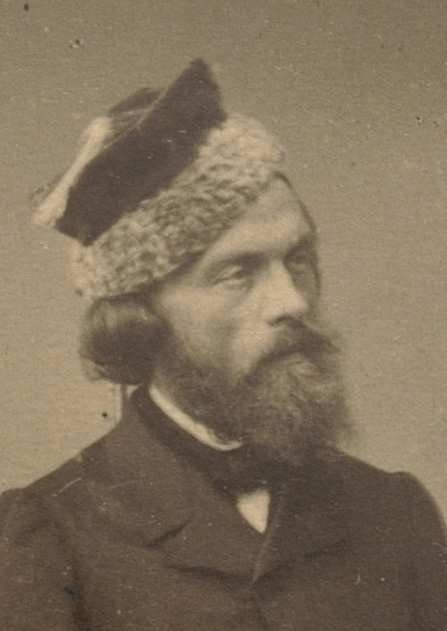
Cyprian Kamil Norwid

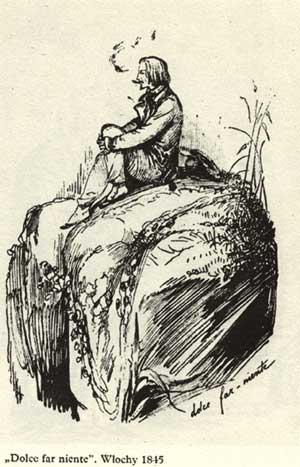
Dolce far niente, Selbstporträt 1845

Cyprian Kamil Norwid [ˈt͡sɨprjan ˈkamil ˈnɔrvit] (* 24. September 1821 in Laskowo-Głuchy, Masowien; † 23. Mai 1883 in Paris) war ein polnischer Dichter, Maler und Bildhauer. Neben den Drei Barden gehört er zu den wichtigsten Vertretern der polnischen Romantik.
Zu Lebzeiten verkannt, verbrachte Norwid sein ganzes Leben in Armut und von Krankheiten geplagt, ab dem Alter von 21 Jahren lebte er in der Emigration. Von den Künstlern des Jungen Polen wiederentdeckt, zählt er heute neben Adam Mickiewicz und Juliusz Słowacki zu den wichtigsten Dichtern der polnischen Literatur.

## Leben
Norwid wurde 1821 in Laskowo-Głuchy, einem kleinen Dorf im Nordosten von Warschau, geboren. Seine Kindheit wurde durch mehrere familiäre Todesfälle geprägt; die Mutter starb im Jahre 1825, woraufhin er von seiner Großmutter Hilaria z Buynów Sobieska erzogen wurde (gemeinsamer Vorfahr mit Johann III. Sobieski war ein 1557 verstorbener Urgroßvater des Königs). Die Großmutter starb 1830, der Vater 1835. Unterstützt von verschiedenen Angehörigen besuchte er verschiedene Gymnasien in Warschau, schloss seine formelle Schulbildung jedoch nie ab; er lernte weitestgehend autodidaktisch und bekam Unterricht an einer privaten Kunstschule.
Im Jahr 1840 debütierte er mit dem Gedicht Mój ostatni sonet (deutsch: Mein letztes Sonett) in der Zeitschrift Piśmiennictwo Krajowe. Aufgrund der politischen Lage in Polen nach dem Januaraufstand verließ er Warschau 1842, er kehrte nie wieder nach Polen zurück. Er unternahm Reisen durch Deutschland, Italien und Tschechien. Von Ende 1843 bis Anfang 1845 studierte er Bildhauerei an der Florentiner Akademie bei Giuseppe Bezzuoli und Luigi Pampaloni; die Florentiner Zeit war eine wesentliche Inspiration für sein weiteres Schaffen. Nach einem längeren Aufenthalt in Rom und Reisen durch Süditalien zog er 1846 nach Berlin, wo er unter anderem als Gasthörer Vorlesungen der Universität besuchte. Einige der Emigranten, mit denen Norwid in Berlin Kontakt hatte, planten einen neuen Aufstand in Polen. Da ihn die preußische Polizei nach dem Auffliegen des Vorhabens für einen Mitverschwörer hielt, kam er für einen Monat ins Gefängnis und wurde danach aus Preußen ausgewiesen. Die miserablen Zustände im Gefängnis (insbesondere die Feuchtigkeit) waren vermutlich Ursache seiner später immer schlimmer werdenden Taubheit. Nach einem halbjährigen Aufenthalt in Brüssel zog er wieder nach Rom. Hier lernte er Adam Mickiewicz kennen und freundete sich mit Zygmunt Krasiński an, der den in Armut lebenden Norwid finanziell unterstützte. Darüber hinaus stand er in Rom den Resurrektionisten nahe.
Von Rom aus zog der 1849 nach Paris. Dort hatte er Kontakt mit einigen der prominentesten polnischen Emigranten, unter anderem Frédéric Chopin, Adam Jerzy Czartoryski und Juliusz Słowacki (kurz vor dessen Tod); er lernte dort zudem Emigranten aus anderen Ländern wie Georg Herwegh und Alexander Iwanowitsch Herzen kennen. Hier war er schriftstellerisch produktiv, jedoch von Armut und Krankheit geplagt. In Hoffnung auf ein besseres Leben zog er 1852 weiter nach New York. Seine Bemühungen, dort als Maler und Bildhauer Fuß zu fassen, scheiterten aber, weshalb er 1854 nach Paris zurückkehrte und dort den Rest seines Lebens verbrachte.
Norwid war nicht nur als Künstler, sondern auch als Vortragsredner und Literaturkritiker tätig. Besondere Beachtung verdient dabei, dass er durch Vorträge und Veröffentlichungen einen Beitrag zur Wiederentdeckung des ebenfalls zeitlebens verkannten Juliusz Słowacki leistete. Neben Gedichten schuf er auch zahlreiche Zeichnungen, Radierungen, Gemälde und Aquarelle, konnte aber nichts verkaufen. Trotz intensiver Bemühungen gelang es ihm insbesondere nicht, seinen umfangreichen Gedichtband Vade-mecum zu veröffentlichen. Er war an Tuberkulose erkrankt, lebte in Armut in Paris und verbrachte die letzten Lebensjahre schwer krank und sozial isoliert im Œuvre St. Casimir im 13. Arrondissement von Paris, einer Einrichtung für verarmte polnische Veteranen und Waisen. Er wurde zunächst in einem Armengrab in Ivry beigesetzt und später auf den Polnischen Friedhof in Montmorency im Département Val-d’Oise umgebettet. Nach Ablauf der fünfzehnjährigen Ruhefrist wurde seine Asche in ein Grab für Hausangestellte des Hôtel Lambert verbracht. Eine Handvoll Erde von seinem Grab wurde 2001 mit einer Urne in der Wawel-Kathedrale in Krakau am Eingang der „Krypta der Nationaldichter“ beigesetzt. Dort war 1993, 110 Jahre nach seinem Tod, bereits ein kleines Bronzedenkmal errichtet worden. Anlässlich seines 200. Geburtstags wurde sein Grab in Montmorency vom polnischen Staat aufwändig restauriert.

## Werk und Rezeption

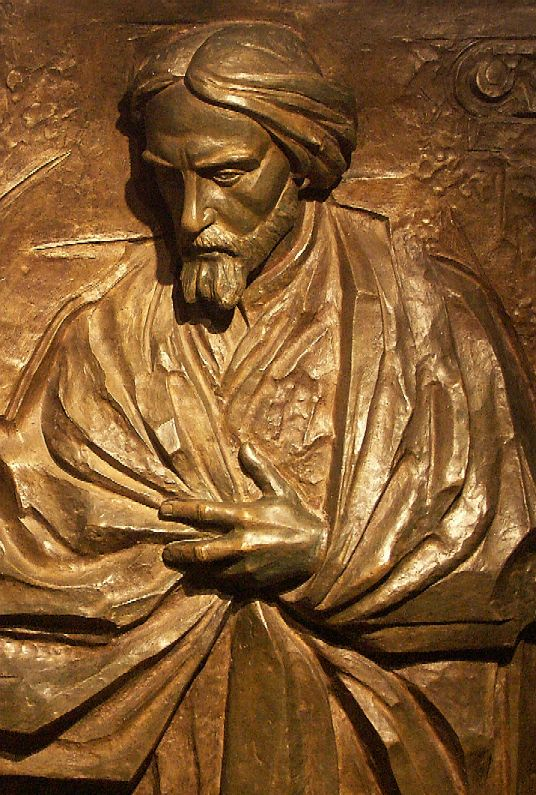
Relief Norwids in der Wawelkathedrale

Norwid sah in der Kunst vor allem ein Mittel, philosophische, politische und ästhetische Ansichten zu äußern. Entsprechend ist sein Werk von vielen philosophischen Motiven geprägt. Als Vertreter eines christlichen Personalismus kritisierte Norwid den in der polnischen Romantik vorherrschenden Messianismus. Seine Kritik der Massenkultur hat bis heute nicht an Aktualität verloren. Er brach nicht nur die Konventionen der vorherrschenden literarischen Strömungen, sondern auch die der literarischen Gattungen; auch deswegen sind seine zahlreichen Briefe von hoher literarischer Bedeutung.
Obwohl Norwid heute als einer der originellsten Dichter der Spätromantik angesehen wird, blieb ihm die zeitgenössische Anerkennung verwehrt. Dies wird darauf zurückgeführt, dass seine Werke zu anspruchsvoll und ihrer Zeit zu weit voraus waren. Wiederentdeckt wurde er erst von den Künstlern des Jungen Polen, Zenon Przesmycki veröffentlichte ab 1901 Norwids Werke. Eine vollständige Sammlung der Werke Norwids veröffentlichte erst Juliusz Wiktor Gomulicki im Jahr 1968 und erneut, mit kritischen Kommentaren, als Pisma wszystkie in 11 Bänden 1971 bis 1976.
Heute wird Norwid als einer der größten Dichter der polnischen Geschichte verehrt. Angelehnt an die Drei Barden gilt Norwid inzwischen als „vierter Barde“. Er ist neben Adam Mickiewicz und Juliusz Słowacki der einzige Dichter, der in der Krypta der Wawel-Kathedrale beigesetzt wurde. Vor der Zeremonie 2001 wurde die Urne von Johannes Paul II. gesegnet und während des Festaktes wurde die Sigismund-Glocke geläutet, dies geschieht jenseits von Feiertagen nur zu außergewöhnlich bedeutsamen Ereignissen.
Auf Beschluss von Sejm und Senat wurde sein 200. Geburtsjahr 2021 in Polen zum Cyprian Kamil Norwid-Jahr erklärt.

## Werke
- Pompeja (1848 oder 1849)
- Niewola (1849)
- Noc tysiączna druga (dt.: Tausend und zwei Nächte) (Theaterkomödie, 1850)
- Wanda (Theaterstück, 1851)
- Vade-mecum (Gedichtsammlung, 1858 bis 1865)
- Fortepian Szopena
- Assunta (Gedichtsammlung, 1870)
- Ad leones! (1883)
- Tajemnica lorda Singelworth (Novelle, 1883)
- Über die Freiheit des Wortes. Gedichte und ein Poem. Aus dem Polnischen von Peter Gehrisch. Leipziger, Leipzig 2012.
- Poesiealbum 305. Märkischer Verlag, Wilhelmshorst 2013, ISBN 978-3-943708-05-9.
- Krakus. Der unbekannte Fürst. Eine Tragödie. Übertragen von Waclaw Wierzbowski. Herausgegeben von Arfst Wagner mit einem Kapitel über Leben und Werk von Norwid von Czeslaw Milosz. Möllmann-Verlag, 2014, ISBN 978-3-89979-207-2.